# Family Business (Star Trek: Deep Space Nine)

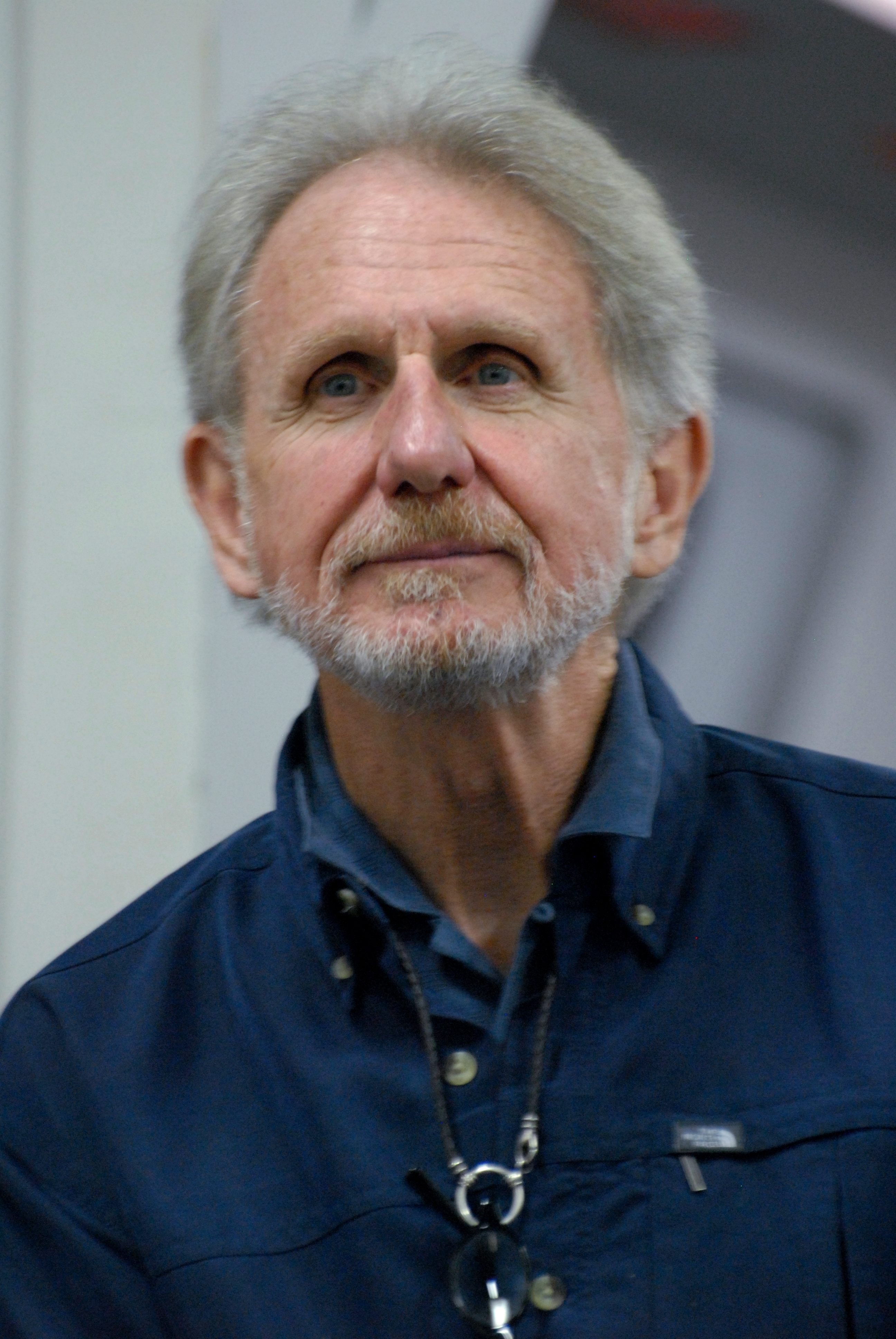
René Auberjonois dirigeix aquest episodi, a més d'interpretar el personatge d'Odo

"Family Business" és el 23è episodi de la tercera temporada de la sèrie de televisió de ciència-ficció estatunidenca Star Trek: Deep Space Nine, el 69è de tota la sèrie. Originalment es van emetre en redifusió a partir del 15 de maig de 1995. La història va ser escrita per Ira Steven Behr i Robert Hewitt Wolfe, mentre que l'episodi va ser dirigit per René Auberjonois i la banda sonora va ser creada per Jay Chattaway.  L'episodi tenia una qualificació Nielsen de 6,9 punts quan es va emetre per primera vegada.
Ambientada al segle XXIV, la sèrie segueix les aventures a Espai Profund 9, una estació espacial situada prop d'un forat de cuc estable entre els Quadrants Alfa i Gamma de la Via Làctia, prop del planeta Bajor, mentre els bajorans es recuperen d'una brutal ocupació de dècades pels imperialistes cardassians. El Quadrant Gamma acull un imperi hostil conegut com el Domini, governat pels Fundadors que canvien de forma. Aquest episodi se centra en els alienígenes amb ànim de lucre coneguts com els Ferengi, mentre el taaverner ferengi Quark torna a casa al planeta Ferenginar per fer front a la violació per part de la seva mare dels preceptes misògins de la cultura ferengi.
L'episodi marca la primera aparició del planeta Ferenginar en un episodi de Star Trek, així com els debuts de tres personatges recurrents: la mare de Quark, Ishka (interpretada per l'estrella convidada especial Andrea Martin), el Liquidador Brunt de l'Autoritat Comercial Ferengi (Jeffrey Combs) i la capità de la nau de càrrega Kasidy Yates (Penny Johnson Jerald). Max Grodénchik apareix en el seu paper recurrent com a germà de Quark Rom.

## Argument
Brunt, un agent de l'Autoritat Comercial Ferengi (FCA), notifica a Quark que la seva mare, Ishka, està acusada d'obtenir beneficis, una activitat il·legal per a les dones ferengi. Com a home més gran de la família, Quark és considerat responsable. Ell i el seu germà Rom tornen a la seva llar d'infantesa a Ferenginar, on es sorprenen de trobar Ishka amb roba, cosa que també és il·legal per a les dones ferengi. Brunt dóna a Quark tres dies per aconseguir que la seva mare signi una confessió.
Més tard, Ishka confirma que va guanyar tres lingots de latinum premsat en or invertint una part de l'estipendi mensual que rep de Quark; però ella es nega a confessar. Ishka diu a Rom que això és una qüestió d'orgull i una prova que és tan capaç d'obtenir beneficis com un home. Quark descobreix que l'Ishka ha estat duent a terme transaccions comercials sota desenes d'àlies, guanyant molt més que només tres lingots de latinum. Fins i tot si Quark ven tot el que posseeix, no podrà tornar el que ha guanyat la seva mare.
Quark s'enfronta a l'Ishka, que l'acusa d'estar gelós de la seva perspicàcia financera, igual que el seu difunt pare, Keldar. Amb això, un Quark enfurismat decideix lliurar l'Ishka a la FCA. Rom intenta aturar-lo i hi està d'acord amb l'Ishka, cosa que enfada encara més Quark, i la conversa es deteriora en una baralla. L'Ishka interromp la baralla i permet que en Quark marxi per informar de les seves transaccions.
Quark espera fora de l'oficina de la Brunt quan en Rom entra corrents amb la notícia que l'Ishka compartirà els seus beneficis amb Quark. Quark corre cap a casa per acceptar l'oferta de l'Ishka, només per descobrir que Rom, fart de les discussions entre Quark i l'Ishka, s'ha inventat la història per forçar una conversa entre ells. En adonar-se que Rom té raó i que les seves discussions han anat massa lluny, Quark i Ishka cedeixen. Ishka li diu a Quark que ell obté la seva perspicàcia empresarial d'ella, no del seu pare; però com que ella l'estima i ell és el seu fill, signarà la confessió i tornarà els diners. Més tard, paga les seves reparacions a Brunt, i un Quark alleujat s'acomiada i se'n va. Ara sola amb Rom, Ishka revela que ha superat Quark i el govern ferengi una vegada més, renunciant només a un terç dels seus beneficis.
En una trama secundària, el comandant d’Espai Profund 9, Benjamin Sisko, té una cita amb la capità de la nau de  càrrega Kasidy Yates gràcies al seu fill Jake Sisko. Tot i que les coses són incòmodes al principi, els dos aviat descobreixen que comparteixen un amor mutu pel beisbol.

## Actors convidats
- Jeffrey Combs - Brunt
- Andrea Martin - Ishka
- Max Grodénchik - Rom
- Penny Johnson - Kasidy Yates

## Recepció
Zack Handlen de "The A.V. Club" diu que potser el més destacable de l'episodi és que és un episodi amb temàtica ferengi que no es reprodueix per riure.
El qualifica d'"un episodi ben construït i sorprenentment sincer sobre les tensions familiars, la intolerància cultural i les glòries del beisbol" que "demostra la confiança de l'equip creatiu i el repartiment de la sèrie pel que fa a les històries que volen explicar, i l'art amb què les expliquen"
Keith DeCandido de Tor.com va qualificar l'episodi amb un vuit sobre deu.

## Llançaments
Aquest episodi es va publicar en cinta de vídeo VHS juntament amb "Shakaar" per Paramount Home Video.
Aquest episodi es va estrenar el 2 d'octubre de 1998 al Japó com a part del conjunt de LaserDisc de mitja temporada 3a temporada Vol. 2. El format incloïa pistes d'àudio en anglès i japonès, així com subtítols en japonès.
L'episodi es va estrenar el 3 de juny de 2003 a Amèrica del Nord com a part del conjunt de DVD de la temporada 3.